# أدين براون
أدين براون (بالإنجليزية: Adin Brown) هو لاعب كرة قدم أمريكي في مركز حراسة المرمى، ولد في 27 مايو 1978 في بليسانت هيل في الولايات المتحدة. شارك مع منتخب الولايات المتحدة تحت 23 سنة لكرة القدم ومنتخب الولايات المتحدة لكرة القدم. أما مع النوادي، فقد لعب مع بورتلاند تيمبرز وتامبا باي موتيني وكولورادو رابيدز ونادي أوليسوند ونيو إنغلاند ريفولوشن.

## وصلات خارجية
- أدين براون على موقع الاتحاد الدولي (مؤرشف)  (الإنجليزية)
- أدين براون على موقع الدوري الأمريكي (الإنجليزية)
- أدين براون على موقع قاعدة بيانات كرة القدم.إي يو (الإنجليزية)